# Liste der Kulturdenkmäler in Greimersburg
In der Liste der Kulturdenkmäler in Greimersburg sind alle Kulturdenkmäler der rheinland-pfälzischen Ortsgemeinde Greimersburg aufgeführt. Grundlage ist die Denkmalliste des Landes Rheinland-Pfalz (Stand: 21. September 2023).

## Einzeldenkmäler
| Bezeichnung                            | Lage                                                    | Baujahr                 | Beschreibung | Bild                           |
| -------------------------------------- | ------------------------------------------------------- | ----------------------- | --- | ------------------------------ |
| Hofanlage                              | Hauptstraße ohne Nummer Lage                            | 18. Jahrhundert         | Hofanlage; Fachwerkhaus, teilweise massiv, 18. Jahrhundert, Schuppen/Stall | BW                             |
| Katholische Kapelle St. Antonius Abbas | Hauptstraße 29 Lage                                     | 1777                    | Saalbau, 1777 | weitere Bilder Fotos hochladen |
| Kriegerdenkmal                         | Hauptstraße, vor Nr. 29 Lage                            | 1920er Jahre            | reliefiertes Kriegerdenkmal, Basalt | Fotos hochladen                |
| Wohnhaus                               | Hauptstraße, zu Nr. 36 Lage                             | 18. Jahrhundert         | Fachwerkhaus, verputzt und verschiefert, 18. Jahrhundert (?) | Fotos hochladen                |
| Hofanlage                              | Kirchstraße 1 Lage                                      | 16. bis 19. Jahrhundert | Hofanlage, 16. bis 19. Jahrhundert; im Kern spätmittelalterlich-frühneuzeitliches Wohnhaus (ehemaliges Frühmesshaus bzw. Schule), an die katholische Kapelle angebaut; Fachwerkscheune; bauliche Gesamtanlage | weitere Bilder Fotos hochladen |
| Scheune                                | Landkerner Straße, zu Nr. 2 Lage                        | 19. Jahrhundert         | Scheune mit Backofen, 19. Jahrhundert | Fotos hochladen                |
| Wegekreuz                              | nördlich des Ortes Lage                                 | 1776                    | Wegekreuz, Basalt, bezeichnet 1776 | Fotos hochladen                |
| Heiligenhäuschen                       | nordwestlich des Ortes an der K 17 am Schäfeshof Lage   | 18. Jahrhundert         | Heiligenhäuschen, Putzbau mit Relief, 18. Jahrhundert | weitere Bilder Fotos hochladen |
| Genschenkreuz                          | südlich des Ortes Lage                                  | 1790                    | Wegekreuz, Basalt, bezeichnet 1790 | weitere Bilder Fotos hochladen |
| Wegekapelle                            | südöstlich des Ortes an der K 17 am Fahrendeierhof Lage | 1861                    | Wegekapelle, bezeichnet 1861 | Fotos hochladen                |
| Wegekreuz                              | südwestlich des Ortes Lage                              | 17. Jahrhundert         | Nischenkreuz, Basalt, 17. Jahrhundert (?) | Fotos hochladen                |